# 음유사인
음유사인(𝑼-𝑺𝒊𝒈𝒏)은 소리꾼 심예은을 주축으로 한   
대한민국의 인디펜던트 국악 크로스오버 밴드이다.
특별한 ‘Sign’과 ‘사인(思人: 생각하는 사람)’의 메시지를 담아, 
전통과 현대를 잇는 오늘날의 크로스오버 음악으로 다양한  
무대에서 활발히 활동하며 독자적인 행보를 이어가고 있다. 

## 방송
- 풍류대장 - 힙한 소리꾼들의 전쟁 (2021) - Top10(12위)
- kbs1 국악한마당 1397회 (2022)

## 음반
- 풍류대장 | 힙한 소리꾼들의 전쟁 𝐄𝐩𝐢𝐬𝐨𝐝𝐞.𝟐 (𝟐𝟎𝟐𝟏)
- 풍류대장 | 힙한 소리꾼들의 전쟁 𝐄𝐩𝐢𝐬𝐨𝐝𝐞.𝟕 (𝟐𝟎𝟐𝟏)
- 풍류대장 | 힙한 소리꾼들의 전쟁 𝐄𝐩𝐢𝐬𝐨𝐝𝐞.𝟗 (𝟐𝟎𝟐𝟏)
- 음유사인 | 공수래공수거 (𝟐𝟎𝟐𝟐)
- 음유사인 | 먼 봄이 남긴 것 (𝟐𝟎𝟐𝟑)
- 앤드 박 [𝟑집] | 저 산들에 놓인 우리 말 (𝐟𝐞𝐚𝐭.심예은 𝐨𝐟 음유사인) (𝟐𝟎𝟐𝟒)
- [연ː서(戀書) 첫 번째 이야기 | 칠석 七畵] (𝟐𝟎𝟐𝟓) https://link.bigbandent.com/do52

## 활동내역
[주요 프로젝트 및 방송 출연]
- JTBC 「풍류대장」 TOP 10 (세미파이널 진출) (2021)
- JTBC  「풍류대장」 전국투어 콘서트 서울·전주·광주 (2021~2022)
- KBS 국악한마당 출연 (1397회, 2022)
- 국립국악원 Gugak Artist Lab (2022)
- 국립 정동극장 청년국악인 프로젝트 「청춘만발」 (2021)
- 청춘마이크 예술가 선정 [수도권, 경기] (2021~2023)

[콘서트 & 페스티벌]
- 권삼득 대회 전야제 「권삼득 with 풍류대장 콘서트 in 완주」 (2024)
- 전주 「조선팝 페스티벌」 초청 공연 (2022, 2024)
- 과천공연예술축제 GPAF 「특별한 음악의 Sign│思人」 (2023)
- 광주상설공연 콘서트「특별한 음악의 Sign│思人」 (2023)
- 의정부음악극축제(UMTF) 「특별한 음악의 Sign│思人」 (2023)
- 문화수 콘서트 「특별한 음악의 Sign│思人」 (2023)
- 시흥갯골축제 「갯골가을콘서트」 (2023)
- 남이섬 「Nami Island World Music Festival」 (2022)
- 생생우리음악축제 (2022)
- 제29회 물왕예술제 (2022)

[주요 초청 공연 및 행사]
- 현대백화점 「더 현대 추석 특설공연」 (2024)
- 한국유교문화진흥원 「청춘에 쓰는 서찰」 인문학 콘서트 (2023)
- 서울시 국악 버스킹 유량단 (2023)
- 여수 한여름밤의 음악회 「Happy Together "Again"」 (2022)
- 영주 선비세상 개관 축하 공연 (2022)
- 10월 정동의 달 「시월정동」 풍류마당 (2022)
- 코엑스 ICCK 「Diwali Ball 2022: Festival of Lights」 (2022)

[사찰 초청 특별 공연]
- BBS불교방송 「산사문화축제」 수국사 (2024)
- 영랑사 「제3회 들숲날숨 산사음악회」 (2024)
- 봉은사 「10·27 법난 추념문화제」 (2024)

[2025]
- 궁중문화축전 | 「월트디즈니코리아 𝗫 덕수궁 풍류」
- 𝗕𝗕𝗦불교방송 | 「안성 석남사 산사음악회」
- 𝟑𝑬𝒑 연ː서(戀書) 발매 예정.